# Press to Play
Press to Play je sólové studiové album anglického hudebníka Paula McCartneyho. Vydáno bylo v srpnu roku 1986 společnostmi Parlophone (UK) a Capitol Records (USA) a jeho producentem byl spolu s McCartneym Hugh Padgham. V americké hitparádě Billboard 200 se umístilo na třicáté pozici, zatímco v britské UK Albums Chart na osmé. Ve Spojeném království dosáhlo zlaté desky.

## Seznam skladeb
1. „Stranglehold“ – 3:36
2. „Good Times Coming/Feel the Sun“ – 4:44
3. „Talk More Talk“ – 5:18
4. „Footprints“ – 4:32
5. „Only Love Remains“ – 4:13
6. „Press“ – 4:43
7. „Pretty Little Head“ – 5:14
8. „Move Over Busker“ – 4:05
9. „Angry“ – 3:36
10. „However Absurd“ – 4:56

## Obsazení
- Paul McCartney – zpěv, baskytara, kytara
- Neil Jason – baskytara
- Eric Stewart – kytara
- Pete Townshend – kytara
- Carlos Alomar – kytara
- Eddie Rayner – klávesy
- Nick Glennie-Smith – klávesy
- Simon Chamberlain – klavír
- Linda McCartney – klávesy, doprovodné vokály
- Phil Collins – bicí, perkuse
- Jerry Marotta – bicí, perkuse
- John Bradbury – bicí, perkuse
- Graham Ward – bicí, perkuse
- Ray Cooper – perkuse
- Dick Morrissey – saxofon
- Lenny Pickett – saxofon
- Gary Barnacle – saxofon
- Gavyn Wright – housle
- Kate Robbins – doprovodné vokály
- Ruby James – doprovodné vokály
- James McCartney – mluvené slovo
- Steve Jackson – mluvené slovo
- Eddie Klein – mluvené slovo
- John Hammel – mluvené slovo
- Matt Howe – mluvené slovo
- Tony Visconti – orchestrace
- Anne Dudley – orchestrace